# 田中昌之
田中 昌之（たなか まさゆき、1951年〈昭和26年〉6月30日 - ）は、日本の歌手。佐賀県伊万里市出身。
愛称は「マー坊」。ロックバンド「クリスタルキング」の元ボーカルとして知られる。既婚。

## 来歴・人物
1971年に長崎県佐世保で中村公晴・山下三智夫、他二人と共にクロスロードを結成、米軍キャンプ、ディスコ等で活動していた。
1975年より、ボーカルとして「クリスタルキング」に参加し高音パートを担当。1979年にクリスタルキングとしてキャニオン・レコードより博多を唄った『大都会』でデビュー。同曲は売上150万枚を超すヒットとなり、第18回ヤマハポピュラーコンテストにおいてグランプリ受賞、第10回世界歌謡祭でグランプリと歌唱賞をダブル受賞している。
1986年にクリスタルキングを脱退しソロ活動を開始。同年『1000カラットのサマーブロンズ』がUCC缶コーヒーのCMソングとなる。
その後（1995年）、クリスタルキングに戻り約2年活動するが、1997年末に全員がリーダーから解雇通知を受け、クロスロードを結成。2年活動し、のちにソロになる。
1997年、ポッカの缶コーヒー「クリスタルブラック」のCMに出演した事で再ブレイク。CMはシリーズ化され、その年のCM好感度タレント第1位となる。
元はハイトーンボイスであったが1998年の時点ではハスキーボイスを生かして活動を続けている
1999にNHKでの対談でテレビでよく使われる肩書として「3オクターブの美声」とよく書かれていたが、本人曰く「もっと出ていた」と言っていた。<1999年 NHK 田中昌之さんトーク>
特撮テレビドラマ『ウルトラマンガイア』の主題歌を大門一也とのユニットで歌唱。1999年、ゲーム『バトルギア』歌唱。2000年には特撮テレビドラマ『仮面ライダークウガ』の主題歌を歌唱。2006年、ゲーム『塊魂』のオープニングテーマは田中雅将名義は、田中昌之の歌唱である。
2003年に芸名を田中 雅将に改名。さらに2004年に芸名を田中 雅之に改名。
2011年3月21日に急性心筋梗塞で倒れ、横浜市立みなと赤十字病院に救急搬送される。搬送時に心肺停止状態となったが4度目の自動体外式除細動器 (AED) 措置で蘇生したという。田中本人によると「その日の（横浜市立みなと赤十字）病院の当直医が血管カテーテルの専門医だったことで、血管内カテーテル治療を直ちに受けて7日間（ICUで3日間、一般病棟で4日間）で退院できた」とのことである。
2013年2月より、芸名を本名の田中 昌之に戻し活動している。
お笑いコンビ・チョコレートプラネットの松尾駿の父は従兄弟である。
2024年、シャンソン歌手の伊藤佐知子と共に宮城県仙台市の仙台市民会館でコンサートを行うなどライブ活動も行っている。

## 作品

### 代表曲
クリスタルキングのメンバーとして歌った曲についてはそちらを参照。
- 1000カラットのサマー・ブロンズ（1986年7月25日、UCC缶コーヒーCMソング。本人の歌で記録に残っている楽曲の中では最も高いhihihiAが一瞬だけ出してる）
- SLOW DOWN（スロー・ダウン）（1987年1月25日）
- ウルトラマンガイア!（1998年、『ウルトラマンガイア』オープニングテーマ/田中昌之&大門一也）
- ガイアノチカラ（1998年、『ウルトラマンガイア』挿入歌/田中昌之&大門一也）
- OUT ON THE ROAD（1988年、孔雀王イメージアルバム収録。レコーディングされた物としては自身最高のhihiG#を記録している、一瞬だけhihihiAである）
- ルパン三世のテーマ（1999年、ルパン三世トリビュート・アルバム「You's Explosion」/田中昌之&クロスロード）
- 仮面ライダークウガ!（2000年、『仮面ライダークウガ』オープニングテーマ）
- TRY & CHASE（2000年、『仮面ライダークウガ』イメージソング）
- Red Desire（2000年、『仮面ライダークウガ』イメージソング）
- THE MASKED RIDER KUUGA!（2000年、『仮面ライダークウガ』オープニングテーマの英語版）
- To become wild（2000年、タイトー『バトルギア2』テーマ曲）
- 塊オンザロック〜メインテーマ（2004年、ナムコ『塊魂』テーマソング）
- 明日へ…（2006年）
- 愛をとりもどせ ユリア…永遠に（2006年、セルフカバー）
- 生きる（2008年）
- Dear（2013年）
- it's my life 洋楽カバーアルバム（2016年）
- 素敵なコレステロール（2018年）
- Pain（2018年）

### CM
- ポッカ クリスタルブラック